# Nana (novel·la)
Nana és una novel·la escrita per Zola el 1880 dins el cicle de la família Rougon-Macquart, una obra culminant del naturalisme francès. Tracta el tema de la prostitució femenina i l'ambició pel luxe.
La descripció d'escenes sexuals (o insinuació), incloent-hi el lesbianisme, així com la temàtica general de l'obra, van fer augmentar la polèmica que envoltà l'èxit de públic. S'han fet diverses adaptacions al cinema i la televisió, i la figura de la protagonista ha esdevingut un prototipus de cortesana sensual.

## Argument
Nana és una cortesana pobra, que aconsegueix seduir la majoria de persones riques de París gràcies al seu cos i els seus excessos sexuals. De caràcter infantil, debuta en un teatre per anar ascendint socialment. Té com a amants banquers, nobles, periodistes i joves burgesos, per a escàndol de la ciutat, que no obstant això acaba copiant part del seu estil de vida. Amant del luxe, dilapida les fortunes dels homes que l'envolten fins que cau malalta de verola i mor. No aconsegueix donar un futur millor al seu fill, mort també de la infecció, ni aconsegueix el respecte social que buscava.

## Interpretació
La novel·la està dividida en dues parts (no marcades per l'autor) i cadascuna acaba amb un descens de Nana. En la primera, la cortesana sedueix Paris i comença l'ascens social, però s'enamora d'un còmic que la maltracta i la fa viure en la indigència. Quan l'abandona torna a escalar socialment, cada cop a un ritme més vertiginós de sexe i luxe, fins que mata indirectament alguns dels seus amants (un se suïcida, un altre desapareix, diversos queden arruïnats i deshonrats) i ha de fugir. La seva reaparició coincideix amb l'inici de la malaltia infecciosa, que la desfigura abans de morir. Aquí s'ha vist la crítica de Zola, malgrat el seu suposat positivisme, que ataca la bellesa que ha permès la dona pujar socialment i la fa morir entre les dones de la seva condició, lluny de la seva amiga Satin i els seus antics amants.
Nana és filla dels dos protagonistes de L'Assommoir, en què es tracta de l'alcoholisme i la misèria. Ella intenta, doncs, escapar del seu destí usant la seva única arma, el cos, però el determinisme de l'autor pesa i no pot tenir un final feliç, amb la posició respectable que somniava. La crítica, però, comprèn també la classe alta, que perd el seny i els principis pel sexe.
La novel·la també és una crítica a la hipocresia social, que amaga les relacions no aprovades, i a la religió, ja que els personatges són falsament devots, com la mateixa Nana o el comte Muffaut, el principal mantenidor de la noia. El sacerdot Venot apareix com un corb, esperant la desgràcia dels seus fidels per prendre el poder. Totes les classes socials apareixen representades, compartint el mateix anhel pel sexe i el luxe.

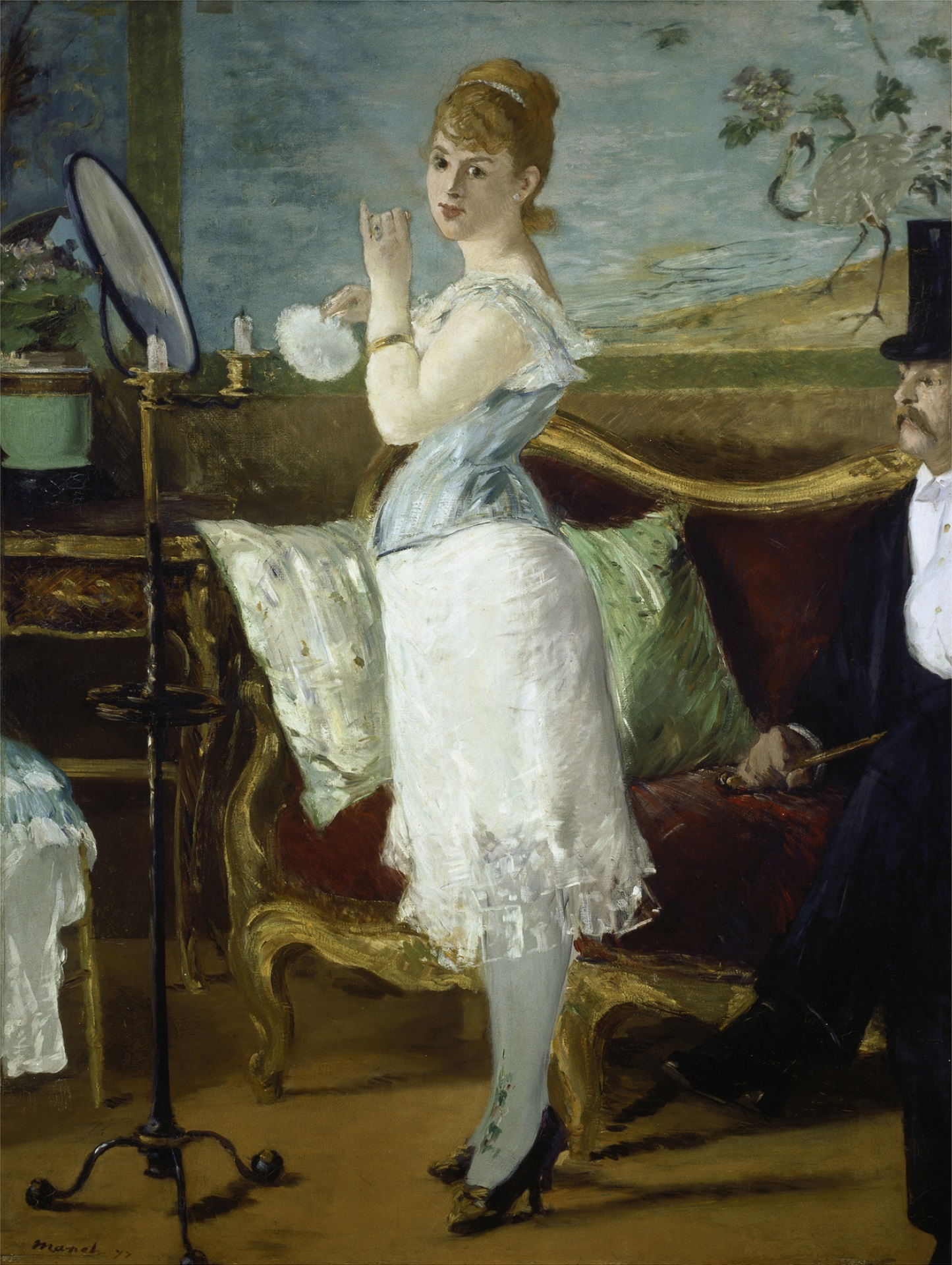
Nana pintada per Édouard Manet

## Traducció al català
Nana, d'Émile Zola, traducció de Miquel Martí i Pol. MOLU, 9.